# Чугоку
Чугоку (на японски: 中国地方, по английската Система на Хепбърн Chūgoku-chihō) е най-западния регион на остров Хоншу, най-големия японски остров. В региона влизат префектури Хирошима, Ямагучи, Шимане, Тотори и Окаяма.
Името на региона означава „средна земя“, реликва от историческото деление на Япония на „близки земи“, „средни земи“ и „далечни земи“, според близостта на административните центрове Нара и Киото.
Чугоку има разнообразен хълмист терен с малък брой равнини и е разделен на две части от планини простиращи се на запад и изток от центъра му.
Хирошима, административния център на региона е възстановена след разрушаването ѝ от атомна бомба през 1945 г. и сега е индустриален център с население повече от 1 млн. души.
Замърсяването и тежката промишленост намалява продуктивността вътрешните риболовни райони. Санин е по-малко индустриализиран, а по-голям дял в икономиката му им земеделието.
Съседни на Чугоку са регионите Кюшу и Кансай.